# Asakura Kagetaka (1495-1543)
Asakura Kagetaka (朝倉景高 ?, Asakura Kagetaka; 1495 – 1543) è stato un samurai giapponese del periodo Sengoku, servitore del clan Asakura.

## Biografia
Kagetaka era un figlio di Asakura Sadakage e un fratello minore di Asakura Takakage. Eccelleva in questioni diplomatiche ed era considerato generalmente capace, ma si crearono degli attriti tra lui e Takakage e Kagetaka iniziò a sentirsi in pericolo. Quindi si rifugiò nella provincia di Wakasa e prestò servizio con il clan Takeda-Wakasa.
Suo figlio fu Asakura Kageakira.